# 셀타 비고
레알 클루브 셀타 데 비고(Real Club Celta de Vigo), 약칭 셀타 비고(Celta Vigo)는 스페인 갈리시아 지방의 도시인 폰테베드라 주 비고를 연고로 하는 축구 클럽 팀으로, 현재 라리가 소속이다. 셀타 비고와 데포르티보 라코루냐와의 경기는 이른바 갈리시아 더비로 유명하다.

## 역사

### 명칭, 지역
레알 클럽 셀타 데 비고라고 한다. 스페인리그 프리메라리가에 소속된 프로축구클럽으로, 1923년 창단하였다. 레알 비고 스포르팅과 레알 클럽 포르투나 데 비고가 합병됨으로써 창설됐다.
연고지는 폰테베드라 주 비고이다. 스페인 갈리시아 지방에서 가장 큰 도시로, 인구 30만 명 정도의 중소도시이다. 공식 클럽명은 레알 클럽 셀타 데 비고이며, 팀 애칭은 셀티냐, 포투게세스 또는 하늘색이란 뜻의 셀레스테스이다. 갈리시아는 본래 켈트족의 땅이었기 때문에 그 피를 계승한다는 의미로 '셀타(Celta)'라는 이름이 붙여졌다. 셀타라는 이름은 스페인어로 읽으면 "셀타"라고 읽긴 하지만 이것을 영어로 읽으면 "켈타" 즉 켈트족이 살던곳이라는 뜻이 되어버린다.
오랜 역사를 지닌 팀으로, 프리메라리가의 10개 창설클럽에 속하며 경쟁팀인 데포르티보 라코루냐와 함께 에스파냐 북서쪽 갈리시아 지방에 있는 2대 클럽의 하나이다. 데포르티보 라코루냐와는 갈리시아 더비 라이벌로 스페인에서 가장 치열한 더비 중 하나로 꼽히고 있다. (레알 마드리드 CF와 FC 바르셀로나와의 경기가 펼쳐지더라도 인구가 그다지 많지 않아서 관중석이 꽉차는 경우가 별로없지만, 갈리시아 더비가 펼쳐지게 되면 놀랍게도 관중이 만원을 이루는 광경이 펼쳐진다.)
셀타 비고는 데포르티보 라 코루냐와 함께 갈리시아를 대표하는 팀으로 명성을 얻어왔다. 그러나 이 지역의 클럽들이 스페인 프로무대에서 크게 영향력을 발휘하기 시작한 것은 그리 오래된 일이 아니다. 레알 마드리드와 아틀레티코 마드리드가 버티고 있는 까스티야 지방, FC 바르셀로나로 대변되는 까딸루냐 지방 전통의 명문 세비야와 레알 베티스의 안달루시아 지방, 빌바오와 소시에다드가 주축이 되는 바스크 지방, 마지막으로 '박쥐군단' 발렌시아의 발렌시아 연안을 대표하는 팀들이 프리메라 리가의 왕좌 자리를 번갈아가며 차지했던 역사를 돌이켜 본다면, 갈리시아 팀들은 그야말로 패배의 역사를 반복 해왔다 해도 지난친 말은 아니다.
그러나 90년대로 접어들면서 이야기는 달라졌다. 렌도이로 구단주의 취임과 함께 신흥강호로 급부상한 셀타의 '더비 라이벌' 데포르티보 라 코루냐는 99/00 시즌에 갈리시아 지방에 첫 우승컵을 안겨주는 쾌거를 이룩했고, 셀타 비고 또한 90년대 후반부터 스페인의 새로운 강팀으로 자리를 잡는데 성공했다.
홈 구장은 31,800명 수용규모의 발라이도스이다.

### 먼 시즌 성적
공식적으로 1923년에 창단되었지만 이들의 역사는 거의 100년전으로 거슬러 올라간다. 원래 셀타 비고라는팀은 비고의 한 조그마한 클럽이었다. 갈리시안컵 우승을 했던 1908년부터 1923년까지 무려 8번이나 우승했고, 비고시에서 자체적으로 벌어진 축구대회에서도 거의 싹쓸이를 하다시피 우승을 차지하였다. 공식적으로 라리가에 대뷔해서 1923년을 창단연도로 두고 있지만 그 뿌리는 꽤나 깊은 장수한 클럽임을 알 수 있다.
초기의 셀타 비고는 결정적인 경기에서 승리하면서 놀라운 성장을 한 클럽이다. 1923년 9월 23일 그들은 그들의 클럽 역사의 첫 경기를 승리하면서 강한 인상으로 클럽 데뷔를 했었고 1924-1928년 사이에 4번의 갈리시안 챔피언을 획득했다. 그리고 1928년 스페인 리그가 생기면서 그들은 지역의 챔피언쉽을 버리면서 프리메라 디비젼에 참가했고 그들은 프리메라 디비젼의 창립 클럽이 되었다.1936년 그들이 1부 리그에 올라오면서 18년 동안 한번을 제외하고는 1부 리그를 유지하면서 괜찮은 활약을 하였고 1947-48년 최고의 활약을 한다. 전설이 된 골키퍼 자모라는 감독으로써 셀타 비고를 바르셀로나에 이어 준우승시킬 정도였으니 전성기였다고 봐도 무관하다. 그러나 그 이후 셀타 비고는 1954년 2부 리그로 강등되었다.
1954년부터 1969년까지 셀타 비고는 2부 리그에서 프리메라로 올라오기 위해 엄청난 투쟁을 했는데 물론 59-60, 60-61, 65-66 시즌에 그들이 프리메라 리가에서 뛸 수 있는 능력이 있음을 증명했지만 아쉽게 실패하고 만다. 그러나 그들은 Uefa 컵 출전 자격을 얻음으로서 그들의 역사상 처음으로 유럽 대항전에 나갈 기회를 잡는다. 그리고 1979-80 시즌에 셀타 비고는 기어이 3부 리그까지 강등되고 만다. 그들의 역사상 가장 치욕적인 기록이 아닐 수 없지만 이로써 그들은 바닥을 경험했고 그들은 92년 드디어 다시 복귀하면서 그들의 실력이 프리메라 리가의 정상은 아니지만 프리메라 리가에서 쫓겨날 정도도 역시 아니라는 것을 증명하였다. 그리고 1994년 드디어 그들은 스페인 컵의 결승까지 오르지만 우세한 경기 내용에도 불구하고 집중력 부족으로 레알 사라고사에게 페널티 킥으로 지고 만다.

### 주요 시즌 성적
1969/70 시즌, 프리메라 리가에 승격한 셀타 비고는 70/71 시즌 홈 무패와 함께 6위를 차지하며 '강팀 킬러'로서의 명성을 떨쳤다.

1991/92 시즌에 세군다리가에서 2위를 차지하면서 프리메라리가로 올라온 셀타 비고는 1996년 오라시오 고메스가 총재로 발탁된 이후 급격한 발전을 시작하게 된다. 1996년에 고메스는 자신이 구단주에 당선되자마자 전력강화의 일환으로 1994년 FIFA 월드컵 우승주역인 마징요, 이스라엘의 테크니션 레비보, 서울 올림픽 금메달 리스트인 알렉산드르 모스토보이, 프랑스 출신의 골리인 뒤트리엘을 영입했으며, 그 다음해인 1997년에는 러시아의 발레리 카르핀, 조로비치, 노르웨이의 에겐, 레알 마드리드 소속의 윙백 미첼 살가도, 그리고 요한 크루이프의 아들인 요르디 크루이프를 임대자격으로 영입하면서 전력을 업그레이드 시키는데 성공했다. 이후에도 마케렐레,셀라데스,페네프와 같은 우수한 선수들을 영입한다.

1997/98 시즌부터 2002/03 시즌까지는 셀타의 황금기였다. 당시 셀타 비고는 빅토르 페르난데스 감독의 지휘 아래 '짜르(러시아 황제)' 알렉산드르 모스토보이를 중심으로 발레리 카르핀, 구스타보 로페스, 클로드 마케렐레, 미셸 살가도, 파블로 카바예로, 하임 르피포, 그리고 베니 맥카시 등이 활약했다. 당시의 셀타 비고는 5위에서 7위권을 오가며 UEFA컵에 단골로 진출했고, 이로 인해 유로셀타 (EuroCelta, 에우로 셀타)라는 애칭을 얻기에 이르렀다.
98/99 시즌에는 레알 마드리드를 발라이도스에서 5:1로 대파했고 원정경기인 베르나베우에서는 2:1로 승리했다. UEFA컵에서는 아스톤빌라를 무려 7:0으로 이기는 파란을 연출하기도 했다.
99/00 시즌에는 초반에 선두로 올라서며 데포르티보, 라요 바예카노, 바르셀로나, 발렌시아, 사라고사등과 함께 치열한 선두 다툼을 벌이기도 하는등 셀타 비고는 이제 그냥 그저 그런팀이 아닌 라 리가의 확실한 강호로 인정 받았다. 특히나 99/00 시즌 UEFA컵에서 셀타 비고는 다비즈, 델피에로, 인자기, 지단과 같은 특급 스타들이 즐비한 유벤투스를 무려 4:0으로 물리치는 이변을 연출했다. 이에 유벤투스 팬들은 "발라이도스에서 지옥을 보았다." 라고까지 표현하면서 치를 떨었다고 한다.

1997/98 시즌 리그 6위에 오르며 UEFA컵 진출권을 획득한 셀타는 이듬 해 UEFA컵 8강에 올랐다. 98년, 셀타는 리버풀과 아스톤 빌라를 차례로 무너뜨리며 UEFA컵 8강에 진출하는 기염을 토했다. 당시 셀타는 UEFA컵에서의 활약은 물론 프리메라 리그에서도 발군의 활약을 보였는데, 그들은 에스타디오 발라이도스(셀타의 홈 구장)에서 1년이 넘게 단 한번도 패하지 않을 정도로 막강한 팀이었다. 셀타는 당시 빼어난 활약을 보인 팀의 간판 모스토보이, 마켈렐레, 살가도를 비롯해 1994 미국 월드컵 우승을 경험한 브라질 출신 마징요까지 보유하고 있을 정도로 강력한 선수단을 보유했었다.
98년 시즌이 진행되는 동한 4위권 밖을 거의 벗어나지 않을 정도로 안정된 팀이었지만, 시즌 마지막 경기에서 통한의 패배를 당하며 UEFA 챔피언스리그 티켓을 놓치고 만다. 그 이후 셀타는 몇몇의 주전급 선수들이 은퇴, 혹은 빅클럽으로 이적하며 전력 손실이 예상 됐지만 3,000만 유로가 넘는 당시로서는 어마어마한 액수를 투자하며 루이스 에두, 헤술리, 카타냐, 카르핀, 베니 맥카시 등을 영입하며 선수단 보강을 성공적으로 마친다.

2002/03 시즌에는 리그 4위로 챔피언스리그에 진출하는 기염을 토했다. 2003-04 시즌 UEFA 챔피언스리그에서도 셀타는 조별 예선 진출에만 만족하지 않고 32강전마저 통과하며 16강에서 프리미어리그의 강자 아스날을 만난다. 그들은 비록 아스날에게 패하며 8강 진출에는 실패하지만 챔피언스리그에서의 선전으로 1,400만 유로의 수입을 올렸다. 그러나 당시 셀타 구단과 선수들은 큰 무대 경험이 전무했다. 결국 그들은 챔피언스리그에서의 활약과는 달리 프리메라리가와 챔피언스리그를 병행하는 혹독한 일정을 이겨내지 못하고 체력문제를 노출하며 같은 시즌에 프리메라리가를 19위로 마감하며 충격의 강등을 당하게 된다. 아무런 준비도 없이 출전한 챔피언스리그에 총력을 기울인 셀타는 정작 리그에서 처참한 결과와 함께 2부리그로 강등당한 것이다.

2005년 셀타는 세군다 디비전 준우승을 차지하며 프리메라리가로 승격한다. 이후 구단은 재정난을 겪고 있는 현실에도 불구하고 다시 한번 유럽무대 재진출을 목표로 하며 팀의 주축 멤버이자 우루과이 출신 플레이메이커 바이아노를 잔류 시키기 위해 200만 유로를 투자했고, 이외에도 과거 선수단에 버금가는 팀을 구축하기 위해 위험한 투자를 아끼지 않았다. 결국 셀타는 2005-2006시즌을 6위로 마감하며 UEFA컵에 진출하는 기쁨을 맛보지만. 또 다시 유럽 대항전과 라 리가를 병행하다 강등 당하는 모습을 보였다.
당시 셀타 구단은 5,000만 유로 이상의 부채에 시달리며 재정난에 허덕였고, 챔피언스리그 진출을 위해 무리한 투자를 했던 98년과 같은 어리석은 실수를 반복한 2006년에 또다시 유럽무대와 프리메라리가 병행에 철저히 실패하며 2년 만에 두 번째 강등을 당하게 된다. 셀타는 UEFA컵에서도 16강에 진출했지만 분데스리가 명문 베르더 브레멘에게 패했으며, 프리메라리그에서 역시 지역 라이벌 데포르티보 라 코루냐를 상대로 거둔 원정 승리를 제외하고는 별다른 성과를 올리지 못했다.

셀타의 전성기를 주도한 인물로는 빅토르 페르난데스 감독을 비롯, '짜르' 모스토보이와 구스타보 로페스, 페테 뤼쌩 등이 손꼽힌다. 마켈렐레와 다비드 실바 등 우리에게 익숙한 수많은 스타 플레이어들이 셀타 비고를 거쳐갔다. 불과 10년 전까지만 하더라도 라 리가를 대표하는 상위권 팀으로 유명했다.

### 전성기 주요 성적 요약
- 1992/93 시즌 1부리그 승격
- 1999년 트로페오 테레사 에레라 우승
- 2000년 UEFA 인터토토컵 우승
- 2001/02 시즌 라리가 5위
- 2002/03 시즌 라리가 4위
- 2002/03 시즌 UEFA챔피언스리그 16강
- UEFA컵 3년 연속 8강

### 2012/13 라 리가로의 복귀
셀타는 천문학적인 부채에 따른 선수 영입의 실패, 주축선수들의 노쇠화로 인해 2006/07 시즌 불운의 강등을 맞이했다. 이후 5시즌을 세군다 리가에서 보낸 셀타 비고는 2010년 라파엘 베니테스 아래에서 리버풀 수석 코치 역할도 수행했던 파코 에레라 감독 부임 후 차근차근 전력을 다져나갔고, 유스팀에 상당히 많은 신경을 쏟았다. 승격 역시 지난 5년동안의 노력이 결실을 맺었다고 할 수 있다. 1군의 80%가 셀타의 연고지 지방인 갈리시아 출신이였고 현재 베스트 11의 절반이 유스팀 출신이거나 갈리시아 지방 출신이다. 셀타의 유스힘은 서서히 빛을 발하고 있는데, 2011/12 시즌 라요에서 좋은 활약을 보이며 12/13시즌에 스완지 시티로 이적한 미추 역시 셀타에서 프로 생활을 시작했다.
- 2007/08 시즌 : 세군다 리가 16위
- 2008/09 시즌 : 세군다 리가 17위
- 2009/10 시즌 : 세군다 리가 12위
- 2010/11 시즌 : 세군다 리가 6위
- 2011/12 시즌 : 세군다 리가 2위 (1위는 라이벌팀인 데포르티보 라 코루냐)

리그 순위에서 보이다 시피 차근차근 발전 해 왔다. 세군다 리가에서 한 시즌 돌풍을 일으키며 전력이 약한 팀들과는 다르다는 것을 알 수 있다. 유스팀을 중심으로 5년이라는 적지 않은 시간 동안 팀을 리빌딩 해 왔기 때문이다. 11/12 시즌 세군다 리가에서 승격한 팀들(데포르티보, 셀타, 바야돌리드)은 세군다 리가 역사상 가장 치열한 승격 싸움을 벌이고 올라왔으며 라리가에서도 현재 좋은 경기력을 선보이고 있다.
셀타의 경우에는 이번 시즌보다 2년~3년후가 더 기대되는 팀이다. 선수단의 대부분이 라리가 경험이 없기 때문에 12/13 시즌은 선수들이 라리가의 적응 및 경험을 쌓는 것이 목적이다. 또한 베스트11의 절반이 20대 초중반으로 성장이 가능한 연령대라는 것이 고무적이다. 그렇기에 12/13 시즌 잔류에 성공한다면 기존 선수들의 기량 향상 및 질높은 영입등으로 다음 시즌은 한층 더 강해진 모습을 보여줄 수 있는 팀이다.

## 현재 선수 명단
2024년 8월 29일
참고: FIFA 자격 규정에 따라 소속된 국가대표팀 국기를 표시합니다. 선수는 복수의 FIFA 비회원국 국적을 가지고 있을 수 있습니다.
| 번호 | 포지션 | 국적 | 이름                                     |
| ---- | ------ | ---- | ---------------------------------------- |
| 1    | GK     |      | 이반 비야르 (부주장)                     |
| 2    | DF     |      | 카를 스타르펠트                          |
| 3    | DF     |      | 오스카르 밍게사                          |
| 5    | DF     |      | 세르히오 카레이라                        |
| 6    | MF     | 기니 | 일라시 모리바 (RB 라이프치히에서 임대)   |
| 7    | FW     |      | 보르하 이글레시아스 (레알 베티스로 임대) |
| 8    | MF     |      | 프란 벨트란                              |
| 9    | FW     |      | 아나스타시오스 두비카스                  |
| 10   | FW     |      | 이아고 아스파스 (주장)                   |
| 11   | FW     |      | 프랑코 체르비                            |
| 12   | FW     |      | 알폰                                     |
| 13   | GK     |      | 비센테 과이타                            |
| 14   | MF     |      | 루카 데 라 토레                          |

| 번호 | 포지션 | 국적         | 이름                |
| ---- | ------ | ------------ | ------------------- |
| 15   | DF     | 가나         | 조셉 아이두         |
| 16   | MF     |              | 자이우송            |
| 17   | FW     | 코트디부아르 | 조나탕 밤바         |
| 18   | FW     |              | 파블로 듀란         |
| 19   | MF     |              | 윌리오트 스웨드베리 |
| 20   | DF     |              | 마르코스 알론소     |
| 21   | DF     | 세르비아     | 미하일로 리스티치   |
| 22   | DF     |              | 하비에르 망키요     |
| 23   | FW     |              | 타데오 아옌데       |
| 24   | DF     |              | 카를로스 도밍게스   |
| 25   | MF     |              | 다미안 로드리게스   |
| 30   | FW     |              | 우고 알바레스       |
| 33   | MF     |              | 우고 소텔로         |

### 임대 선수 명단
참고: FIFA 자격 규정에 따라 소속된 국가대표팀 국기를 표시합니다. 선수는 복수의 FIFA 비회원국 국적을 가지고 있을 수 있습니다.
| 번호 | 포지션 | 국적 | 이름                                   |
| ---- | ------ | ---- | -------------------------------------- |
| —    | DF     |      | 우나이 누녜스 (아틀레틱 빌바오로 임대) |
| —    | DF     |      | 하비 루에다 (알바세테로 임대)          |
| —    | DF     |      | 마누 산체스 (알라베스로 임대)          |
| —    | MF     |      | 카를로스 도토르 (오비에도로 임대)      |

| 번호 | 포지션 | 국적 | 이름                                                |
| ---- | ------ | ---- | --------------------------------------------------- |
| —    | FW     |      | 예르겐 스트란드 라르센 (울버햄프턴 원더러스로 임대) |
| —    | FW     |      | 카를레스 페레스 (헤타페로 임대)                     |
| —    | FW     |      | 미겔 로드리게스 (위트레흐트로 임대)                 |

## 역대 감독
| 감독                              | 임기        |
| --------------------------------- | ----------- |
| 리카르도 사모라                   | 1953 ~ 1955 |
| 알레한드로 스코페지               | 1956 ~ 1957 |
| 리카르도 사모라                   | 1960        |
| 호세 이글레시아스 페르난데스      | 1963 ~ 1965 |
| 미샤 파비치                       | 1980 ~ 1983 |
| 미겔 앙헬 로티나                  | 2002 ~ 2004 |
| 안토니오 로페스 아바스            | 2008        |
| 루이스 엔리케 마르티네스 가르시아 | 2013 ~ 2014 |
| 오스카르 가르시아 후니엔트        | 2019 ~ 2020 |
| 라파엘 베니테스                   | 2023 ~ 2024 |